# Kung Zhaoxiang av Qin
Kung Zhaoxiang (秦昭襄王; Qín Zhāoxiāng wáng), död 251 f.Kr., var en kung över det kinesiska riket Qin under epoken De stridande staterna. Kung Zhaoxian regerade från 306 f.Kr. till 251 f.Kr. och hans personnamn var Ying Ji (嬴稷).
Kung Zhaoxian tillträdde tronen efter att hans äldre bror Kung Wu avlidit.
Under hans långa regeringstid utfördes många framgångsrika militära kampanjer mot de konkurrerande staterna som kraftig försvagades efter dess förluster. En betydande del i Qin's militära framgång under perioden kan tillskrivas general Bai Qi som aldrig förlorade ett slag. Några av de mest betydelsefulla slagen utförda under Kung Zhaoxiangs styre var:
- Vid Slaget vid Yique 293 f.Kr. besegrade Qin staterna Wei och Han, och Qin fick ett maktgrepp om de centrala delarna av Kina.
- Qin deltog 284 f.Kr.[4] i en allians mot staten Qi där Qi gjorde stora förluster och dess huvudstad Linzi erövrades.[5]
- Qin's styrkor erövrade 278 f.Kr. under Slaget vid Yan och Ying staten Chu's huvudstad varefter Chu led stora förluster och blev kraftigt försvagat.
- Det närliggande Rong-riket Yiqu (义渠) i nordväst erövrades 272 f.Kr. vilket gav Qin expanderat territorium mot nordväst.[6]
- År 273 f.Kr. vid Slaget vid Huayang besegrade Qin staterna Zhao och Wei och framför allt Wei drabbades extra hårt och fick överlämna territorium..
- Vid Slaget vid Changping 260 f.Kr. besegrade Qin staten Zhao som led extremt stora förluster.
- År 256 f.Kr. störtade Qin's arme slutligen Zhoudynastin efter att ha erövrat Wangcheng och Kung Nan kapitulerade.[7][8]

Efter erövrandes av Yiqu (义渠) 272 f.Kr. kom Qin-rikets nya gräns i direktkontakt med hunnernas territorium. För att säkra det erövrade territoriet byggde riket Qin den slingrande Yulinmuren från södra Gansu i nordostlig riktning upp till norra Shaanxi. Denna mur blev sedan basen för kinesiska muren som uppfördes från 215 f.Kr. av Qin Shi Huangdi.
Efter sin död 251 f.Kr.efterträddes Kung Zhaoxiang av sin son  Kung Xiaowen.